# Bavon Tshibuabua
 Bavon Tshibuabua  (sinh ngày 17 tháng 7 năm1991 ở Antwerp) là một cầu thủ bóng đá người CHDC Congo thi đấu cho đội bóng Bỉ Royal Cappellen ở Belgian Second Amateur Division.

## Sự nghiệp
Tshibuabua bắt đầu sự nghiệp vào mùa hè năm 2008 ở đội trẻ cho Standard Liège và ký hợp đồng vào ngày 20 tháng 7 năm 2009 với bản hợp đồng 3 năm cùng K.F.C. Germinal Beerschot, anh có màn ra mắt vào ngày 22 tháng 8 năm 2009 trước KV Mechelen. Tshibuabua gia nhập Újpest FC vào ngày 26 tháng 6 năm 2012 với bản hợp đồng 3 năm.

## Danh hiệu
Újpest
- Cúp bóng đá Hungary (1): 2013–14